# Johann Jakob Bodmer

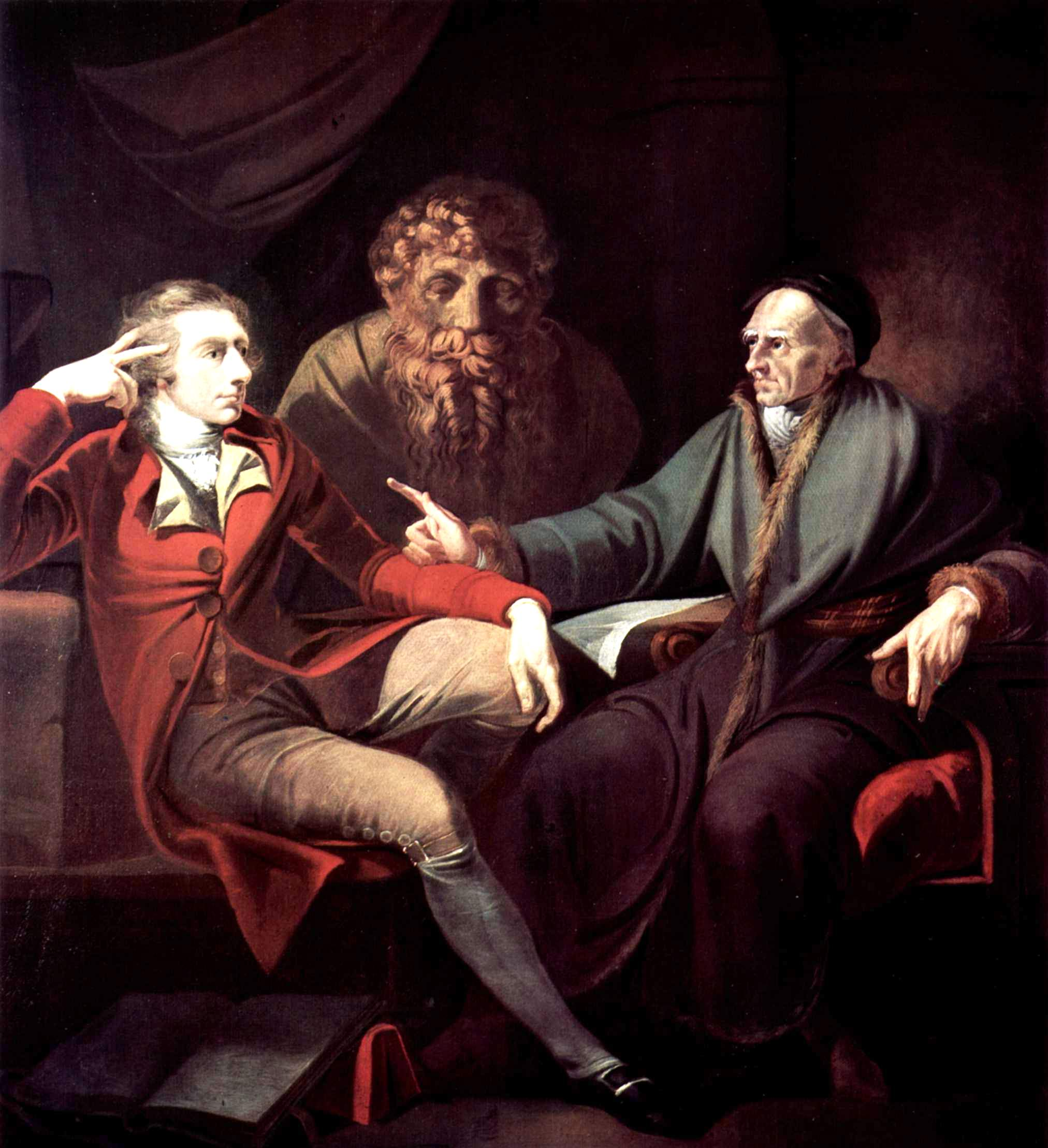
Henry Fuseli: Fuseli társalgása Johann Jakob Bodmerrel

Johann Jakob Bodmer (Greifensee, Zürich kanton, 1698. július 19. – Gut Schönenberg, Zürich mellett, 1783. július 19.) svájci filológus volt.
Teológiát tanult, majd kereskedelmi képzésben volt része, végül azonban egy zürichi gimnáziumban lett a svájci történelem- és politika tanára. Szerepe volt abban, hogy újra felfedezték a középkori (középfelnémet) költészetet. Jelentősek Homérosz és John Milton fordításai. Fontos tudni, hogy bár 1757-ben kiadta a Nibelung-éneket, a kéziratot (az ún. C-kéziratot) azonban saját állításával ellentétben nem ő fedezte fel, hanem Jacob Hermann Obereit.
Bodmer barátjával, Johann Jakob Breitingerrel együtt jelentős szerepet játszott a német irodalomtörténetben a német Johann Christoph Gottsched ellenében folytatott vitáján keresztül. Irodalomelméleti alapelveit a "Critische Abhandlung von dem Wunderbaren in der Poesie" (Kritikus értekezés a csodálatosról a költészetben) 1740-ből. Gottsched francia példaképeivel ellentétben Bodmer az angol Milton szenzualizmusát részesítette előnyben, az ókori irodalmat túlértékeltnek tartotta, ahelyett magasabbra értékelte a középkor irodalmát. Ezen hozzáállásával jelentős hatást gyakorolt a romantikára. Bizonyos tekintetben Bodmer és Breitinger irodalmi vitája Gottsched ellenében a francia Querelle des Anciens et des Modernes német megfelelője volt.
A zürichi irodalmi életre gyakorolt jelentős hatása mellett fontos szerepe volt a város könyvtártörténetében is. 1722-ben lett Zürich város könyvtáregyletének tagja, 1758-tól alelnöki funkcióban. Bodmer javaslatára változtatták meg nevüket Bibliothekgesellschaftról (Könyvtáregylet) Stadtbibliothekra (Városi könyvtár). Bodmer a könyvtárra hagyott egy jelentős összeget valamint könyvei nagy részét. Hálából felállították szobrát a zürichi könyvtár bejárata fölött Conrad Gessner mellett.

## Néhány műve
- Karl von Burgund. Szomorújáték (Aiszkhülosz módjára)
- Vier kritische Gedichte
- Die Discourse der Mahlern, 1721–1723
- Brief-Wechsel von der Natur des poetischen Geschmackes, 1736
- Critische Abhandlung von dem Wunderbaren in der Poesie, 1740
- Kritische Betrachtungen über die poetischen Gemälde der Dichter, 1741
- Übersetzung: Johann Miltons Episches Gedichte von dem verlohrnen Paradiese, 1742
- Critische Briefe, 1746
- Proben der alten schwäbischen Poesie des dreyzehnten Jahrhunderts. Aus der Manessischen Sammlung, 1748
- Fabeln aus den Zeiten der Minnesinger, 1757